# Neustadt an der Waldnaab
Neustadt an der Waldnaab, Neustadt a.d.Waldnaab – miasto powiatowe w Niemczech, w kraju związkowym Bawaria, w rejencji Górny Palatynat, w regionie Oberpfalz-Nord, siedziba powiatu Neustadt an der Waldnaab, oraz wspólnoty administracyjnej Neustadt an der Waldnaab, do której jednak miasto nie należy. Leży w Lesie Czeskim, około 180 km na północny wschód od Monachium, nad rzeką Waldnaab, przy autostradzie A9, drodze B15, B22 i linii kolejowej Monachium – Berlin.

## Demografia
| 1840 | 1392 |
| 1871 | 1496 |
| 1900 | 1801 |
| 1925 | 3016 |
| 1939 | 3614 |
| 1961 | 5481 |
| 1970 | 5953 |
| 1987 | 5537 |
| 1996 | 6136 |
| 2004 | 6161 |
| 2005 | 6120 |
| 2006 | 6028 |